# Tockus jacksoni
Джексонов ток (лат. Tockus jacksoni) — вид птиц из рода токов семейства птиц-носорогов. Подвидов не выделяют. Назван в честь английского орнитолога Фредерика Джона Джексона (1860—1929). Ранее считался подвидом черноклювого токо (Tockus deckeni).
Длина тела 43—51 см. Грудь белая, крылья чёрные с белыми пятнами, что отличает этот вид от черноклювого токо. У самца ярко-красный клюв, на конце — цвета слоновой кости, клюв самки чёрного цвета.
Вид распространён на юге Южного Судана, на юго-западе Эфиопии, северо-востоке Уганды и западе Кении. Среда обитания включает районы с большим количеством лесов и зарослей.